# محمد عبد القادر عبد الله (خطاط)
محمد عبد القادر عبد الله إمام (1917م-1997م) خطاط مصري مشهور، وأستاذ الخط العربي بمدارس الخطوط منذ عام 1937م وحتى وفاته، والمفتش بمصلحة المساحة، وشيخ خطاطي مصر في زمنه.

## حياته ودراسته
ولد في مدينة القاهرة في مصر عام 1335هـ/1917م. بدأ في تعلم فن الخط العربي بمدرسة خليل أغا على يد الأستاذ محمد رضوان الذي كان مشرفًا فنيًا على مدرسة تحسين الخطوط حينذاك، ثم انتقل إلى مدرسة تحسين الخطوط الملكية سنة 1932م. كان متفوقا طوال سنواتِ دراسته، وقد نال دبلوم الخطوط عام 1935م وكان ترتيبه الأول على القطر المصري، ومنح جائزة الملك فؤاد وعمرهُ ثمانية عشر عامًا. كما كان ترتيبهُ الأول على الجمهورية بدبلوم التخصص عام 1937م، ومنح جائزة الملك فاروق وعمره عشرون عامًا.

## مسيرته المهنية
التحق للعمل مدرسًا للخط العربي بمدرسة تحسين الخطوط الملكية، وهي الوظيفة التي ظل يمارسها حتى وفاته. بالإضافة إلى ذلك عُيِّن خطاطًا بمصلحة المساحة (الهيئة المصرية العامة للمساحة) عقب حصوله على دبلوم الخطوط، وجاء ترتيبه الأول في مسابقة تعيينه. ترقى إلى خطاط أول ثم رئيس وحدة، ثم كبير الخطاطين، ثم مساعد مفتش، حتى وصل إلى درجة مفتش في يناير سنة 1967م بقرار وزاري، ولم يمنح لخطاط قبله أو بعده هذا اللقب. عمل أستاذًا منتدبًا بمدرسة تحسين الخطوط العربية بالجيزة من سنة 1961م. عين أستاذًا منتدبًا بكلية الفنون الجميلة التطبيقية أربع سنوات متتاليات في السبعينيات.

## الجوائز والتكريمات
منح جائزة الدولة عام 1965م، ووسام العلوم والفنون من الطبقة الأولى عام 1967م في عهد الرئيس جمال عبد الناصر.

## وفاته
توفي محمد عبد القادر في 23 ذو الحجة 1417هـ/1 مايو 1997م، بعد أن ترك خلفه أجيالاً من التلاميذ ما يزال عطاؤهم مستمراً بمدارس تحسين الخطوط العربية بمصر.